# NGC 2243
NGC 2243 is een open sterrenhoop in het sterrenbeeld Grote Hond. Het hemelobject werd op 24 mei 1826 ontdekt door de Schotse astronoom James Dunlop.

## Synoniemen
- OCL 644
- ESO 426-SC16